# Štrigova
Štrigova je naselje na Hrvaškem in središče istoimenske občine z okoli 2.500 prebivalci, ki je sestavni del Medžimurske županije.

## Zgodovina
Naselje Štrigova je skozi stoletja bilo del Medžimurja, od leta 1929 jugoslovanske Dravske banovine, oziroma do leta 1946 zgodovinske regije Štajerske. Tega leta je bila nekdanja Občina Štrigova razdeljena na dva dela, med LR Slovenijo in LR Hrvaško. Naselja Banfi, Grabrovnik, Jalšovec, Leskovec, Prekopa, Robadje, Stanetinec, Sveti Urban in Štrigova so postali del Hrvaške, naselja Gibina, Globoka, Kopriva, Razkrižje, Šafarsko, Šprinc in Veščica pa so prišla v Slovenijo.

### Štrigova kot naslednica Stridona
Štrigova je znana kot domnevna lokacija rimskega mesta Stridon, v katerem se je rodil cerkveni oče in učitelj sveti Hieronim. Tako imenovana »panonska domneva« ima med strokovnjaki malo zagovornikov. Prvi med zagovorniki so bili celjski grofje, ki so na svoje ozemlje poklicali redovnike pavlince. Ti so bili vneti zagovorniki Hieronimovega panonskega porekla, verjetno tudi zato, ker je sveti Hieronim prvi napisal življenjepis njihovega duhovnega očeta, svetega Pavla iz Teb. Cerkev sv. Hieronima in samostan je dal zgraditi Friderik II. Celjski leta 1448. Cerkev je leta 1738 močno prizadel potres, zato je pavlinec Josip Bedeković Komorski leta 1749 dal zgraditi novo. Bedeković je bil tudi sicer zagovornik štrigovskega Stridona in je leta 1757 izdal knjigo Rojstni kraj velikega cerkvenega učitelja svetega Hieronima (Natale solum magni ecclesiae doctoris sancti Hieronymi), v kateri razvija to tezo.

## Znamenitosti
V naselju se nahajata župnijska cerkev sv. Marije Magdalene ter podružnična cerkev  sv. Hieronima.

## Demografija
| 1857 | 1869 | 1880 | 1890 | 1900 | 1910 | 1921 | 1931 | 1948 | 1953 | 1961 | 1971 | 1981 | 1991 | 2001 |
| 363  | 397  | 392  | 351  | 426  | 433  | 444  | 426  | 421  | 415  | 465  | 396  | 589  | 558  | 447  |

## Regionalno in čezmejno sodelovanje
Občina Štrigova sodeluje v čezmejnem projektu Mura Drava, s katerim se medsebojno povezujejo nekatere občine v Sloveniji in na Hrvaškem. Projekt ima svoj spletni portal Mura Drava TV.  